# Воска хамам
Воска хамам (на македонска литературна норма: Воска амам) е хамам, турска баня в град Охрид, Северна Македония. Хамамът заедно с Ески хамам е един от двата запазени в Охрид и е важен паметник на османската градска архитектура, обявен за значимо културно наследство на Северна Македония. От юни 2012 година функционира като художествена галерия.

## История
Разположен е в квартал Воска, на улица „Гоце Делчев“ № 152а срещу Емин Махмуд джамия. Изграден е вероятно в първата половина на XVII век. Към началото на XX век хамамът е изоставен и засипан до 2 m с пръст.
На 22 март 1968 година Воска хамам е обявен за паметник на културата.
От 2010 година с пари на министерството на културата и на Турската агенция за сътрудничество и развитие ТИКА хамамът се реставрира. Отваря врати през юни 2012 година като художествена галерия.

## Архитектура
Архитектурната форма на хамама не е запазена изцяло, но той притежава всички необходими функционални компоненти. Принадлежи на типа единични хамами, в които къпането на мъже и жени е ставало в различни периоди на деня или в различни дни. Входът е от юг – откъм стария път Охрид – Струга, днес улица „Гоце Делчев“ – през портал, който вероятно е бил профилиран с обичайната за османските сгради от този тип декорация. Състои се от три, свързани помежду си дяла. Вероятно е съществувала съблекалня (джамегах, аподитериум) с ниши, служещи за гардероби, така наречената Шадраван зала, заради шадравана, който често пъти се разполагал в нея. Днес това помещение го няма. От съблекалнята се влизало в студеното помещение (согуклък или ълъклък), което е с размери 3,0 х 6,5 m и е засводено с полукръгъл свод. Помещението отговаря на тепидаурума в римските бани. То има хипокаустен под, но поради отдалечеността от загряваната част на хамама, температурата в него е намалена. Това помещение подготвя посетителите за влизане в топлите помещения за къпане. На запад с вход от ълъклъка има две помещения, за тоалет и депилиране, засводени с кръстат свод. Топлото помещение (съджаклък) е три странични трема (ейвани) и три халвети, разположени странично на главната централна част. В средата на съджаклъка е разположена издигната каменна пейка (гьобекташ) за почивка и масаж на посетителите. В центъра на съджаклъка има купол, разположен върху осемстенен барабан, като преходът е решен с пандантиви. Ейваните са засводени с кръстат свод. От съджаклъка се влиза в халветите – помещенията за къпане, които са по-малки. Те също са покрити с малки куполи на осемстенни барабани, като преходът е с тромпи. Във всеки от ейваните и халветите има по една каменна вана за къпани и ниши за кърпите и останалите предмети на посетителите. На източната страна на хамама са хазната – резервоарът и кюлханът – огнището за загряване на водата. Хамамът се е затоплял с хипокаустна система под пода и топъл въздух между подовете и стените. Подът е от каменни плочи, а по краищата има канали, които отвеждали водата до санитарното помещение. Осветлението е през малки кръгли отвори на сводовете и куполите във всяко помещение. Входните врати на топлите помещения също са малки, за да не се губи топлина.
Хамамът има красива щуко и каменна декорация във всеки от халветите. Цялостната украса е базирана на мукарна – характерен стил ислямска декорация, използван първоначално за сводовете в нишите. Сталактитните орнаменти са видими в ейваните като преходен елемент в сводовете. Орнаментиката е елегантна, а каменната пластика е в комбинация с геометрични форми, особено видна в обработката на ваните. Като декоративни елементи при тях са използвани розети, Давидови звезди, пясъчни часовници.
Сградата е градена солидно от необработен камък и тухли за сводовете – градеж, типичен за зрялата османска архитектура. Строителят е вещ в изграждането на куполни обекти. Покривът е от турски керемиди.